# Atlético Junior
Club Deportivo Popular Junior F.C.S.A. (også kendt som Atlético Junior eller bare Junior) er en colombiansk fodboldklub fra den nordlige storby Barranquilla. Klubben spiller i landets bedste liga, Categoría Primera A, og har hjemmebane på stadionet Estadio Metropolitano Roberto Meléndez. Klubben blev grundlagt den 7. august 1924, og har siden da vundet syv mesterskaber.
Klubben er kendt under kælenavnet Los Tiburones (hajerne).

## Titler
- Categoría Primera A (9): 1977, 1980, 1993, 1995, 2004 (Finalización), 2010 (Apertura), 2011 (Finalización), 2018 (Finalización), 2019 (Apertura).

- Copa Colombia (2): 2015, 2017

- Superliga de Colombia (2): 2019, 2020

## Kendte spillere
| - Carlos Babington - Edgardo Bauza - Juan Carlos Delménico - Omar Sebastián Pérez - José Daniel Ponce - Juan Ramón Verón - Cassiano - Dida - Garrincha - Heleno de Freitas - Víctor Ephanor - Cristián Montecinos - Nelson Tapia |  | - Alfredo Arango - Martín Arzuaga - Carlos Bacca - Jorge Bolaño - Rigoberto García - Teófilo Gutiérrez - Giovanni Hernandez - Vittorio Marquez - Roberto Meléndez - Alexis Mendoza - Víctor Danilo Pacheco - Efraín Sánchez - Macnelly Torres |  | - Ivan Valenciano - Carlos Valderrama - Didí Álex Valderrama - René Higuita - Luis Díaz - Pierre Aubameyang - Irme Danko - Bela Maytenyi - Fernez Nyers - Bela Sarossy - László Szoke - Julio César Uribe - Julio Comesaña - Sebastián Viera |